# Television New Zealand
Television New Zealand (TVNZ) est l'entreprise publique de télévision de la Nouvelle-Zélande. Fondée en 1980, elle opère trois chaînes de télévision (TVNZ 1, TVNZ 2 et TVNZ Duke) diffusées par voie hertzienne (en analogique et en numérique), par câble et par satellite en réception directe (bouquet Freewiew). 
En marge de ses activités principales, la compagnie produit également des services interactifs, un portail internet et de la télévision à la demande (TVNZ ondemand). Son siège social est basé à Auckland.

## Histoire
Les premiers essais de la télévision néo-zélandaise sont menés dans le courant de l'année 1951, deux ans après la création d'une commission gouvernementale chargée de jeter les bases de ce nouveau média. Des transmissions expérimentales sont menées ponctuellement au cours des années qui s'ensuivent, prémices au lancement d'une première chaîne de télévision baptisée AKTV 2 (Auckland Television). 

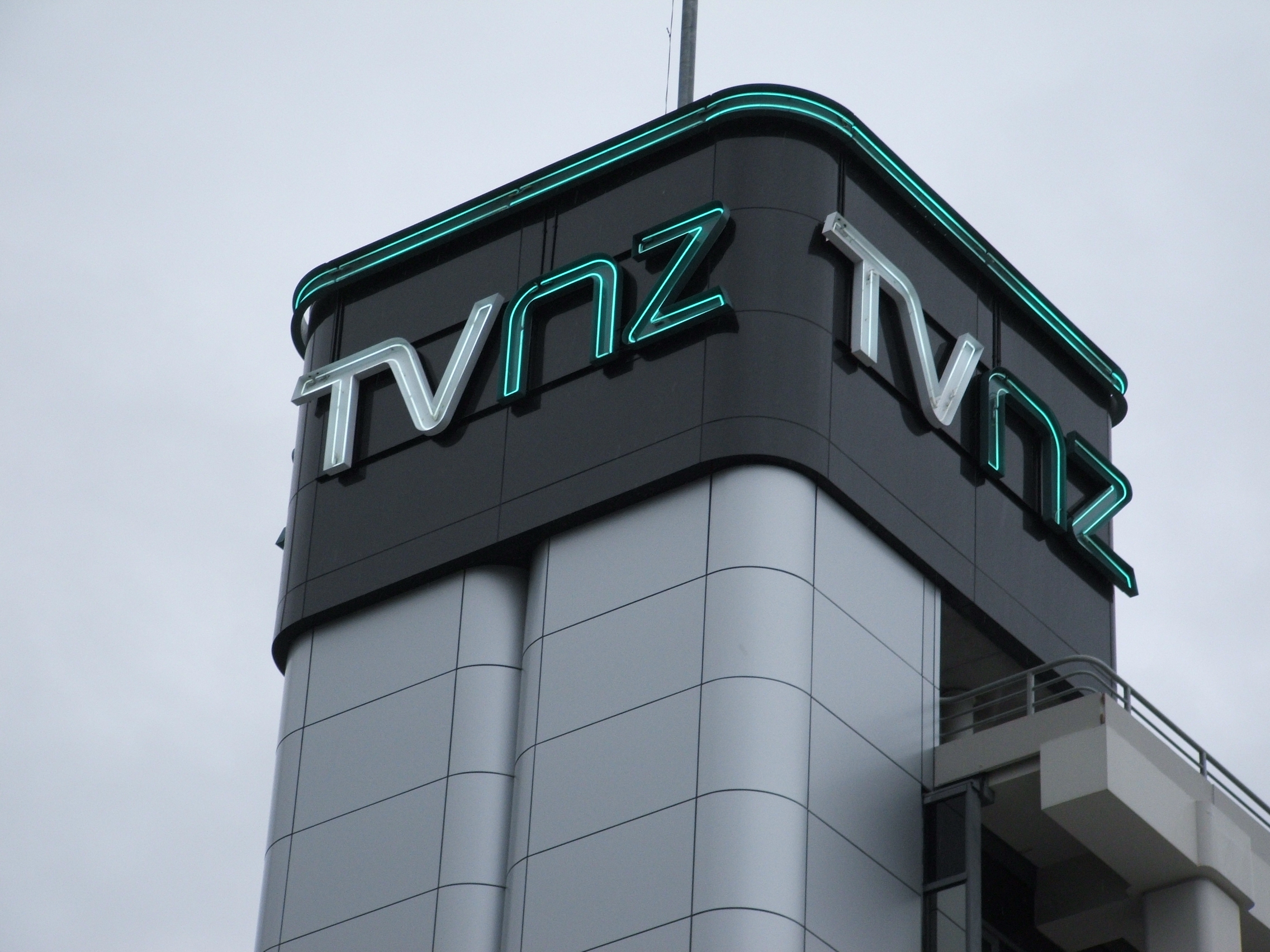
Les bureaux de la TVNZ à Auckland

Le 1er juin 1960 à 19 heures 30, les premières images de AKTV font leur apparition sur les « petits écrans » des habitants de la région d'Auckland (seule région couverte à l'origine). Diffusées en noir et blanc, les émissions sont encore peu nombreuses et limitées à quelques heures par semaine. 
La télévision fait son apparition à Christchurch un an plus tard jour pour jour (1er juin 1961), ainsi qu'à Wellington quelques semaines plus tard (1er juillet 1961). Les habitants de Dunedin sont couverts plus tardivement (31 juillet 1962). Au contraire de nombre de pays qui diffusent un programme unique pour tout le territoire, la télévision néo-zélandaise est alors constituée de quatre chaînes semi-autonomes : AKTV 2 à Auckland, CHTV 3 à Christchurch, WNTV 1 à Wellington et DNTV 2 à Dunedin. Chacune réalise ses propres productions, qui sont ensuite échangées entre les différentes chaînes. 
En 1962, les quatre chaînes de télévision nationales sont réunies en une seule corporation (New Zealand Broadcasting Corporation), incluant également la station de radio publique Radio New Zealand.
L'année 1969 permet à la télévision néo-zélandaise de franchir un grand pas au niveau technologique : une liaison satellitaire est établie entre les quatre studios régionaux, permettant notamment l'émergence du premier journal télévisé national (diffusé en simultané sur les quatre antennes) ainsi que la retransmission d'événements internationaux. 
Parmi les grands moments de la télévision néo-zélandaise figure ainsi la diffusion en direct du mariage de la princesse Anne et de Mark Phillips, le 14 novembre 1973. Une autre étape est franchie quelques mois plus tard avec les premiers essais de la télévision en couleur, à l'occasion des jeux du Commonwealth de Christchurch.
En 1975, le gouvernement prend la décision de réorganiser en profondeur les instances de la radio et de la télévision nationale. Le lancement d'une seconde chaîne de télévision, envisagé depuis plusieurs années, est programmé pour le mois de juin de cette même année. Au mois d'avril, la New Zealand Broadcasting Corporation est officiellement dissoute, laissant la place à trois sociétés distinctes : Television One, Television Two et Radio New Zealand.

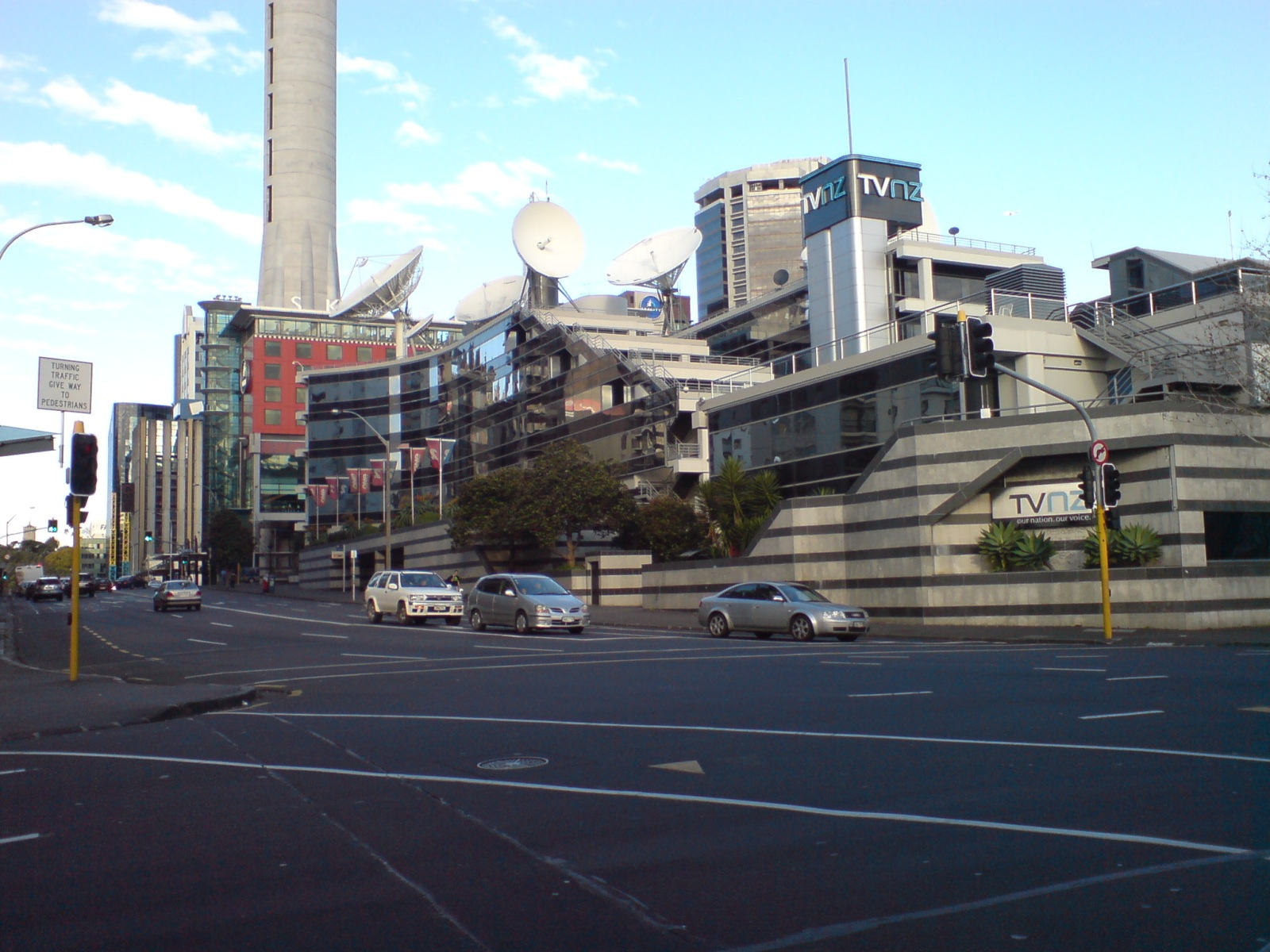
Le siège social et les studios de la TVNZ à Auckland

Television Two est rebaptisée South Pacific Television en 1976. Cette seconde chaîne n'a guère le temps de s'imposer : en 1980, le gouvernement décide de mettre un terme à cette expérience et de fusionner les deux chaînes de télévision au sein d'une unique entreprise de télévision (Television New Zealand). 
Dans le même temps, une nouvelle corporation rassemblant société de télévision et société de radiodiffusion (Radio New Zealand) est mise sur pied sous le nom de Broadcasting Corporation of New Zealand. Cette nouvelle alliance entre les deux principales composantes de l'audiovisuel public néo-zélandais ne résiste pourtant pas à l'épreuve du temps : en 1988, la corporation est également dissoute, les deux sociétés opérant depuis lors chacune de manière indépendante.
La libéralisation des ondes permet la création de premières chaînes de télévision privées à la fin des années 1980. TV 3 voit ainsi le jour en 1989, suivie de TV 4 en 1997.
Television New Zealand est depuis 2003 une « entité de la couronne » se devant de cumuler ses activités commerciales et sa mission de service public. Elle est financée à la fois par une redevance audiovisuelle et par des revenus publicitaires.

## Identité visuelle

Logo de TVNZ de 2004 à 2012.
Logo de TVNZ de 2012 à 2016.
Logo de TVNZ depuis octobre 2016.